# Safety - Sempre al tuo fianco
Safety - Sempre al tuo fianco (Safety) è un film del 2020 diretto da Reginald Hudlin e basato sulla vera storia di Ray McElrathbey, un giocatore di football americano che ha lottato contro la sua famiglia per unirsi ai Clemson Tigers.

## Trama
Nella Carolina del Sud negli anni 2000, Ray McElrathbey è una matricola alla Clemson University, essendo stato accettato con una borsa di studio per il football per la loro squadra, i Tigers. Viene rapidamente catapultato nella vita del campus mentre cerca di bilanciare il suo lavoro scolastico e la carriera calcistica. Inizia a ricevere numerose telefonate dal fratello minore Fahmarr, ma lo ignora per studiare. Si interessa rapidamente alla studentessa di giornalismo sportivo Kaycee Stone, mentre si scontra con il capitano di football Keller. Un giorno, Ray scopre che Fahmarr non è a casa con la madre Tonya e torna a casa durante il fine settimana per scoprire che la madre ha avuto una ricaduta e Fahmarr è rimasto con un conoscente, presumibilmente uno spacciatore. Ray porta Fahmarr ai servizi sociali e, di fronte alla prospettiva di perdere Fahmarr a causa del sistema, decide di prenderlo, anche se temporaneamente, in modo che Tonya possa riprendersi in un mese.
Ray nasconde Fahmarr nel suo dormitorio e si fa aiutare dal suo compagno di stanza Daniel Morelli a non farlo scoprire a nessuno. Ray si avvicina presto a Kaycee, anche se lei inizia a sospettare che lui le stia nascondendo qualcosa. Iscrive anche Fahmarr ad una nuova scuola, anche se l'ambiente diverso diventa un po' alienante per lui. Alla fine, lo studio, l'allenamento e la cura di Fahmarr iniziano a farsi sentire su Ray e Daniel coinvolge il resto della squadra delle matricole per aiutare a tenere Fahmarr fuori dai guai. Sfortunatamente, il capitano della squadra Keller scopre Fahmarr e costringe Ray a confessarlo. L'allenatore Bowden e Simmons lo rimproverano e Ray dice a Fahmarr che deve andarsene poiché il programma della madre è quasi finito.
Tonya informa i ragazzi che rimarrà nel programma molto più a lungo, il che significa che Fahmarr deve entrare nel sistema. Ray diventa depresso e racconta a Kaycee perché si è comportato in modo così strano. Dopo un po' di incoraggiamento, Ray parla con Simmons di Fahmarr e lui lo aiuta a recuperarlo. Devono vivere fuori dal campus mentre Ray svolgerà lavori secondari per mantenere sé stesso e il fratellino. Inoltre Fahmarr torna a scuola e si prende una cotta per una ragazzina di nome Shannon. Nel frattempo, il rapporto di Ray con Keller e Kaycee migliora e Ray diventa un giocatore migliore. Fahmarr si siede in una delle loro classi e aiuta la squadra con uno dei loro giochi. Kaycee, impressionato dai cambiamenti, si offre di stampare la storia di Ray sul giornale, nonostante lui non voglia apparire come un caso di beneficenza. Ben presto, tutti nella comunità iniziano a offrire aiuto ai McElrathbey man mano che le loro relazioni migliorano.
Poco prima del Bowden Bowl, Ray viene informato che la NCAA sta indagando sulla sua situazione, poiché ritiene che stia ricevendo benefici irregolari. Nonostante il sostegno di Bowden e Simmons, vengono informati che sembra impossibile che vengano esonerati. Ray inizia a impedire qualsiasi altra carità a se stesso o a Fahmarr e si allontana da tutti. Presto scopre che Fahmarr è scappato e tutti vanno a cercarlo; alla fine lui e Kaycee lo trovano in una tavola calda. Ray promette che continuerà a prendersi cura di lui, qualunque cosa accada, e costringe con riluttanza Tonya a cedere a lui la piena custodia di Fahmarr. Ray e Fahmarr si dirigono all'udienza presso la NCAA, insieme ai suoi allenatori, alla sua squadra, a Kaycee e alla comunità. Dopo aver tenuto un discorso sentito, il consiglio alla fine decide di concedere a Ray e Fahmarr tutti i benefici necessari. Fahmarr viene accolto dai Tigers e gli viene data la sua maglia mentre si unisce a suo fratello in campo per prepararsi per la grande partita.
Durante i titoli di coda, viene rivelato che Ray si è laureato mentre lui e Fahmarr si sono riuniti con la madre completamente sobria. Vengono riprodotti anche filmati della loro apparizione al The Oprah Winfrey Show e di Ray che gioca a football.

## Distribuzione
Il film è stato distribuito sulla piattaforma Disney Plus a partire dall'11 dicembre 2020.